# Namaste

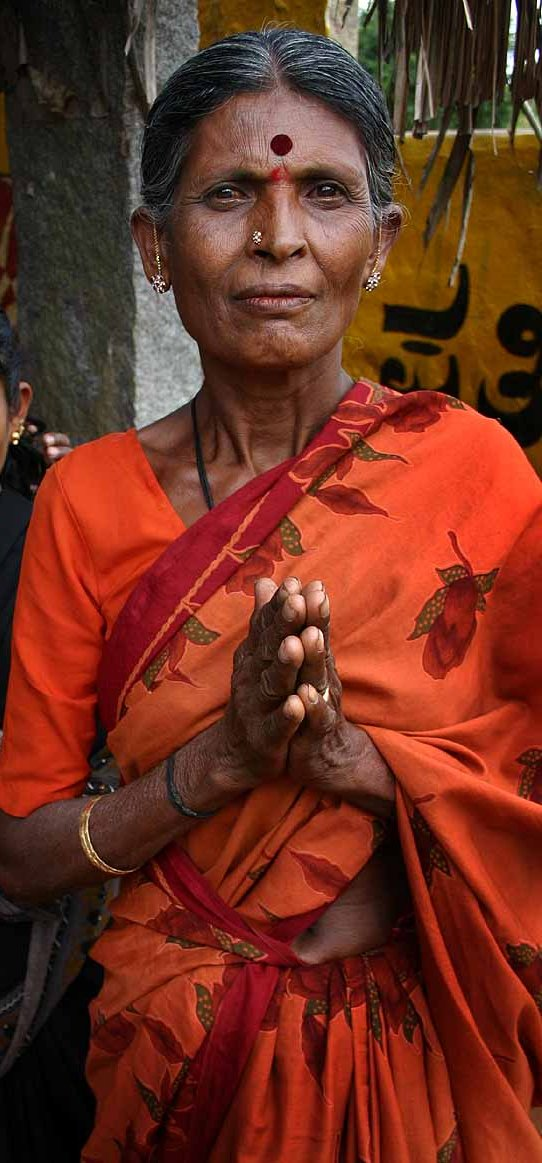
En kvinna som pressar ihop handflatorna i en gest som vanligen associeras med hälsningsfrasen.

Namaste är en hälsningsfras som härstammar från Indien och som ofta används inom hinduismen. Man säger ofta ordet i samband med att man placerar sina handflator mot varandra och niger eller bugar.
Ordet kommer från sanskrit och är en kombination av namah och te (en förkortad variant av tubhyam). Namah betyder "buga", "vördnad", "vördnadsfull hälsning" eller "tillbedjan". Te betyder "till dig" (dativformen av "du"). Därmed betyder namaste bokstavligen "buga för dig" eller "Jag bugar för dig". Hälsningsfrasen används även ofta inom yoga.
Under coronapandemin har namaste lyfts fram som ett mer hygieniskt alternativ än handskakning eftersom den inte kräver fysisk kontakt. Bland annat Israels premiärminister Benjamin Netanyahu uppmuntrat folket att använda namaste.

## Källhänvisningar
1. ↑  "Cologne Digital Sanskrit Lexicon: Search Results". Cologne Digital Sanskrit Dictionaries. University of Cologne. Läst 24 mars 2012.
2. ↑  ”Watch | How 'namaste' is going global” (på engelska). The Hindu. 15 mars 2020. https://www.thehindu.com/news/international/namaste-goes-global/article31074192.ece. Läst 21 maj 2020.
3. ↑  Kaplan Sommer, Allison (3 maj 2020). ”Namaste, Israel: Coronavirus Spurs Unique Response (And Warning From Rabbis)” (på engelska). Haaretz. https://www.haaretz.com/israel-news/.premium-coronavirus-in-israel-doctors-and-rabbis-issue-orders-as-officials-defend-draconian-1.8632253. Läst 21 maj 2020.